# Gran Premio motociclistico d'Argentina 2018
Il Gran Premio motociclistico d'Argentina 2018 si è svolto l'8 aprile presso l'Autodromo di Termas de Río Hondo ed è stato la seconda prova del motomondiale 2018. La quindicesima edizione della storia di questo GP ha visto la vittoria di Marco Bezzecchi in Moto3, Mattia Pasini in Moto2 e Cal Crutchlow in MotoGP.
Curiosamente al termine delle prove ufficiali del sabato, svoltesi con tempo variabile, in tutte le classi hanno ottenuto la pole position dei piloti che non erano mai partiti al palo nelle rispettive classi: in Moto3 l'ha ottenuta Tony Arbolino, in Moto2 Xavi Vierge e in MotoGP Jack Miller.

## MotoGP
Con le moto già schierate, la partenza è stata posticipata a causa della decisione della quasi totalità dei piloti di sostituire la moto predisposta per una gara sul bagnato con la seconda moto predisposta per l'asciutto; i piloti, una volta rientrati in pista sono stati schierati alla fine della griglia prevista, ad eccezione dell'unico pilota schieratosi con il mezzo in queste condizioni, l'australiano Jack Miller, che è restato nella posizione originaria di schieramento.
Al termine del giro di warm up la moto di Marc Márquez si è spenta; il pilota spagnolo ha provveduto a suo riavvio a spinta, rischierandosi nella posizione originaria con una manovra non contemplata dai regolamenti. In conseguenza di ciò, subito dopo la partenza gli è stata comminata la sanzione di un passaggio a velocità ridotta nella corsia dei box, dopo la quale si è ritrovato nelle ultime posizioni in classifica. Durante il tentativo di rimonta Márquez è incorso in un'altra penalità per un sorpasso irregolare nei confronti di Aleix Espargaró e, a pochi giri dal termine, è stato la causa di un contatto con Valentino Rossi, causando la caduta del pilota italiano. Per quest'ultima operazione è stato nuovamente sanzionato con 30" di penalizzazione, retrocedendo al 18º posto dal 5° ottenuto sul traguardo.
Dopo una gara molto combattuta, la prova è stata vinta dal britannico Cal Crutchlow su Honda RC213V che ha raggiunto anche la prima posizione provvisoria nella classifica generale, per la prima volta nella sua carriera in MotoGP. Alle sue spalle si sono piazzati Johann Zarco su Yamaha YZR-M1 e Álex Rins su Suzuki GSX-RR, che così si è piazzato sul podio per la prima volta in MotoGP.

### Arrivati al traguardo
| Pos. | Nº | Pilota            | Squadra                     | Motocicletta       | Giri | Tempo     | Griglia | Punti |
| ---- | -- | ----------------- | --------------------------- | ------------------ | ---- | --------- | ------- | ----- |
| 1º   | 35 | Cal Crutchlow     | LCR Honda Castrol           | Honda RC213V       | 24   | 40'36.342 | 10º     | 25    |
| 2º   | 5  | Johann Zarco      | Monster Yamaha Tech 3       | Yamaha YZR-M1      | 24   | +0,251    | 3º      | 20    |
| 3º   | 42 | Álex Rins         | Suzuki Ecstar               | Suzuki GSX-RR      | 24   | +2,501    | 5º      | 16    |
| 4º   | 43 | Jack Miller       | Alma Pramac Racing          | Ducati Desmosedici | 24   | +4,39     | 1º      | 13    |
| 5º   | 25 | Maverick Viñales  | Movistar Yamaha             | Yamaha YZR-M1      | 24   | +14,941   | 9º      | 11    |
| 6º   | 4  | Andrea Dovizioso  | Ducati Team                 | Ducati Desmosedici | 24   | +22,533   | 8º      | 10    |
| 7º   | 53 | Esteve Rabat      | Reale Avintia Racing        | Ducati Desmosedici | 24   | +23,026   | 4º      | 9     |
| 8º   | 29 | Andrea Iannone    | Suzuki Ecstar               | Suzuki GSX-RR      | 24   | +23,921   | 12º     | 8     |
| 9º   | 55 | Hafizh Syahrin    | Monster Yamaha Tech 3       | Yamaha YZR-M1      | 24   | +24,311   | 23º     | 7     |
| 10º  | 9  | Danilo Petrucci   | Alma Pramac Racing          | Ducati Desmosedici | 24   | +26,003   | 18º     | 6     |
| 11º  | 44 | Pol Espargaró     | Red Bull KTM Factory Racing | KTM RC16           | 24   | +31,022   | 16º     | 5     |
| 12º  | 45 | Scott Redding     | Aprilia Racing Team Gresini | Aprilia RS-GP      | 24   | +31,891   | 15º     | 4     |
| 13º  | 30 | Takaaki Nakagami  | LCR Honda Idemitsu          | Honda RC213V       | 24   | +32,452   | 24º     | 3     |
| 14º  | 21 | Franco Morbidelli | EG 0,0 Marc VDS             | Honda RC213V       | 24   | +42,061   | 22º     | 2     |
| 15º  | 99 | Jorge Lorenzo     | Ducati Team                 | Ducati Desmosedici | 24   | +42,274   | 14º     | 1     |
| 16º  | 19 | Álvaro Bautista   | Ángel Nieto Team            | Ducati Desmosedici | 24   | +42,625   | 19º     |       |
| 17º  | 12 | Thomas Lüthi      | EG 0,0 Marc VDS             | Honda RC213V       | 24   | +43,35    | 20º     |       |
| 18º  | 93 | Marc Márquez      | Repsol Honda                | Honda RC213V       | 24   | +43,86    | 6º      |       |
| 19º  | 46 | Valentino Rossi   | Movistar Yamaha             | Yamaha YZR-M1      | 24   | +52,082   | 11º     |       |
| 20º  | 17 | Karel Abraham     | Ángel Nieto Team            | Ducati Desmosedici | 24   | +1'03.944 | 13º     |       |
| 21º  | 10 | Xavier Siméon     | Reale Avintia Racing        | Ducati Desmosedici | 24   | +1'10.144 | 17º     |       |

### Ritirati
| Nº | Pilota          | Squadra                     | Motocicletta  | Giri | Griglia |
| -- | --------------- | --------------------------- | ------------- | ---- | ------- |
| 38 | Bradley Smith   | Red Bull KTM Factory Racing | KTM RC16      | 17   | 21º     |
| 41 | Aleix Espargaró | Aprilia Racing Team Gresini | Aprilia RS-GP | 13   | 7º      |
| 26 | Dani Pedrosa    | Repsol Honda                | Honda RC213V  | 0    | 2º      |

## Moto2
Svoltasi come seconda gara della giornata, si è disputata con pista che si stava asciugando ed è stata vinta dal pilota italiano Mattia Pasini che è rimasto in testa per quasi tutta la durata della prova e ha preceduto sul traguardo lo spagnolo Xavi Vierge e il portoghese Miguel Oliveira.
Dopo le prime due gare stagionali, in testa alla classifica generale vi sono Mattia Pasini, Lorenzo Baldassarri e Francesco Bagnaia.

### Arrivati al traguardo
| Pos. | Nº | Pilota              | Squadra                        | Motocicletta       | Giri | Tempo     | Griglia | Punti |
| ---- | -- | ------------------- | ------------------------------ | ------------------ | ---- | --------- | ------- | ----- |
| 1º   | 54 | Mattia Pasini       | Italtrans Racing               | Kalex              | 23   | 40'37.538 | 4º      | 25    |
| 2º   | 97 | Xavi Vierge         | Dynavolt Intact GP             | Kalex              | 23   | +0,85     | 1º      | 20    |
| 3º   | 44 | Miguel Oliveira     | Red Bull KTM Ajo               | KTM                | 23   | +1,414    | 7º      | 16    |
| 4º   | 7  | Lorenzo Baldassarri | Pons HP40                      | Kalex              | 23   | +5,178    | 2º      | 13    |
| 5º   | 73 | Álex Márquez        | EG 0,0 Marc VDS                | Kalex              | 23   | +5,431    | 8º      | 11    |
| 6º   | 87 | Remy Gardner        | Tech 3 Racing                  | Tech 3 Mistral 610 | 23   | +10,425   | 9º      | 10    |
| 7º   | 36 | Joan Mir            | EG 0,0 Marc VDS                | Kalex              | 23   | +13,379   | 17º     | 9     |
| 8º   | 77 | Dominique Aegerter  | Kiefer Racing                  | KTM                | 23   | +13,46    | 11º     | 8     |
| 9º   | 42 | Francesco Bagnaia   | SKY Racing Team VR46           | Kalex              | 23   | +22,038   | 15º     | 7     |
| 10º  | 23 | Marcel Schrötter    | Dynavolt Intact GP             | Kalex              | 23   | +22,867   | 20º     | 6     |
| 11º  | 27 | Iker Lecuona        | Swiss Innovative Investors     | KTM                | 23   | +24,102   | 21º     | 5     |
| 12º  | 52 | Danny Kent          | MB Conveyors - Speed Up Racing | Speed Up           | 23   | +25,972   | 3º      | 4     |
| 13º  | 22 | Sam Lowes           | Swiss Innovative Investors     | KTM                | 23   | +26,01    | 6º      | 3     |
| 14º  | 32 | Isaac Viñales       | SAG Team                       | Kalex              | 23   | +31,769   | 13º     | 2     |
| 15º  | 5  | Andrea Locatelli    | Italtrans Racing               | Kalex              | 23   | +33,264   | 26º     | 1     |
| 16º  | 10 | Luca Marini         | SKY Racing Team VR46           | Kalex              | 23   | +33,828   | 12º     |       |
| 17º  | 45 | Tetsuta Nagashima   | Idemitsu Honda Team Asia       | Kalex              | 23   | +48,603   | 23º     |       |
| 18º  | 4  | Steven Odendaal     | NTS RW Racing GP               | NTS                | 23   | +50,651   | 14º     |       |
| 19º  | 13 | Romano Fenati       | Marinelli Snipers              | Kalex              | 23   | +51,594   | 19º     |       |
| 20º  | 40 | Héctor Barberá      | Pons HP40                      | Kalex              | 23   | +53,07    | 18º     |       |
| 21º  | 62 | Stefano Manzi       | Forward Racing                 | Suter MMX2         | 23   | +53,26    | 32º     |       |
| 22º  | 20 | Fabio Quartararo    | MB Conveyors - Speed Up Racing | Speed Up           | 23   | +56,979   | 28º     |       |
| 23º  | 24 | Simone Corsi        | Tasca Racing                   | Kalex              | 23   | +59,266   | 22º     |       |
| 24º  | 89 | Khairul Idham Pawi  | Idemitsu Honda Team Asia       | Kalex              | 23   | +1'10.121 | 27º     |       |
| 25º  | 16 | Joe Roberts         | NTS RW Racing GP               | NTS                | 23   | +1'12.051 | 10º     |       |
| 26º  | 63 | Zulfahmi Khairuddin | SIC Racing                     | Kalex              | 23   | +1'32.993 | 31º     |       |
| 27º  | 21 | Federico Fuligni    | Tasca Racing                   | Kalex              | 23   | +1'33.218 | 30º     |       |
| 28º  | 64 | Bo Bendsneyder      | Tech 3 Racing                  | Tech 3 Mistral 610 | 23   | +1'36.078 | 25º     |       |
| 29º  | 51 | Eric Granado        | Forward Racing                 | Suter MMX2         | 23   | +1'38.951 | 24º     |       |

### Ritirati
| Nº | Pilota        | Squadra             | Motocicletta | Giri | Griglia |
| -- | ------------- | ------------------- | ------------ | ---- | ------- |
| 9  | Jorge Navarro | Federal Oil Gresini | Kalex        | 3    | 5º      |
| 41 | Brad Binder   | Red Bull KTM Ajo    | KTM          | 1    | 16º     |
| 95 | Jules Danilo  | Nashi Argan SAG     | Kalex        | 1    | 29º     |

## Moto3
Prima gara della giornata, si è svolta su pista ancora molto bagnata dalla pioggia del mattino e alcuni piloti hanno deciso di prendere il via con gli pneumatici da asciutto, mentre altri si sono fermati nel corso della gara per procedere alla loro sostituzione. Ai primi posti della classifica si sono però classificati i piloti che hanno disputato tutta la prova con pneumatici da bagnato.
La vittoria è stata dell'italiano Marco Bezzecchi, al suo primo successo iridato, che ha preceduto lo spagnolo Arón Canet che si trova ora a comandare la classifica iridata dopo il secondo posto consecutivo ottenuto. Al terzo posto è giunto un altro italiano, Fabio Di Giannantonio.

### Arrivati al traguardo
| Pos. | Nº | Pilota                 | Squadra                    | Motocicletta  | Giri | Tempo     | Griglia | Punti |
| ---- | -- | ---------------------- | -------------------------- | ------------- | ---- | --------- | ------- | ----- |
| 1º   | 12 | Marco Bezzecchi        | Redox PrüstelGP            | KTM RC 250 GP | 21   | 41'43.822 | 2º      | 25    |
| 2º   | 44 | Arón Canet             | Estrella Galicia 0,0       | Honda NSF250R | 21   | +4,689    | 8º      | 20    |
| 3º   | 21 | Fabio Di Giannantonio  | Del Conca Gresini          | Honda NSF250R | 21   | +4,963    | 6º      | 16    |
| 4º   | 33 | Enea Bastianini        | Leopard Racing             | Honda NSF250R | 21   | +5,818    | 5º      | 13    |
| 5º   | 7  | Adam Norrodin          | Petronas Sprinta Racing    | Honda NSF250R | 21   | +9,112    | 4º      | 11    |
| 6º   | 72 | Alonso López           | Estrella Galicia 0,0       | Honda NSF250R | 21   | +13,349   | 21º     | 10    |
| 7º   | 48 | Lorenzo Dalla Porta    | Leopard Racing             | Honda NSF250R | 21   | +13,925   | 15º     | 9     |
| 8º   | 23 | Niccolò Antonelli      | SIC58 Squadra Corse        | Honda NSF250R | 21   | +14,363   | 7º      | 8     |
| 9º   | 19 | Gabriel Rodrigo        | RBA BOE Skull Rider        | KTM RC 250 GP | 21   | +16,573   | 3º      | 7     |
| 10º  | 14 | Tony Arbolino          | Marinelli Snipers          | Honda NSF250R | 21   | +24,299   | 1º      | 6     |
| 11º  | 88 | Jorge Martín           | Del Conca Gresini          | Honda NSF250R | 21   | +25,373   | 9º      | 5     |
| 12º  | 42 | Marcos Ramírez         | Bester Capital Dubai       | KTM RC 250 GP | 21   | +26,06    | 26º     | 4     |
| 13º  | 16 | Andrea Migno           | Ángel Nieto Team           | KTM RC 250 GP | 21   | +26,376   | 10º     | 3     |
| 14º  | 84 | Jakub Kornfeil         | Redox PrüstelGP            | KTM RC 250 GP | 21   | +26,488   | 18º     | 2     |
| 15º  | 11 | Livio Loi              | Reale Avintia Academy      | KTM RC 250 GP | 21   | +26,537   | 16º     | 1     |
| 16º  | 71 | Ayumu Sasaki           | Petronas Sprinta Racing    | Honda NSF250R | 21   | +29,252   | 13º     |       |
| 17º  | 17 | John McPhee            | CIP - Green Power          | KTM RC 250 GP | 21   | +32,937   | 22º     |       |
| 18º  | 41 | Nakarin Atiratphuvapat | Honda Team Asia            | Honda NSF250R | 21   | +33,892   | 23º     |       |
| 19º  | 27 | Kaito Toba             | Honda Team Asia            | Honda NSF250R | 21   | +37,665   | 24º     |       |
| 20º  | 22 | Kazuki Masaki          | RBA BOE Skull Rider        | KTM RC 250 GP | 21   | +38,202   | 17º     |       |
| 21º  | 24 | Tatsuki Suzuki         | SIC58 Squadra Corse        | Honda NSF250R | 21   | +1'02.305 | 19º     |       |
| 22º  | 40 | Darryn Binder          | Red Bull KTM Ajo           | KTM RC 250 GP | 21   | +1'17.384 | 25º     |       |
| 23º  | 65 | Philipp Öttl           | Südmetall Schedl GP Racing | KTM RC 250 GP | 21   | +1'36.986 | 20º     |       |
| 24º  | 76 | Makar Yurchenko        | CIP - Green Power          | KTM RC 250 GP | 20   | +1 giro   | 28º     |       |

### Ritirati
| Nº | Pilota        | Squadra              | Motocicletta  | Giri | Griglia |
| -- | ------------- | -------------------- | ------------- | ---- | ------- |
| 5  | Jaume Masiá   | Bester Capital Dubai | KTM RC 250 GP | 19   | 11º     |
| 10 | Dennis Foggia | SKY Racing Team VR46 | KTM RC 250 GP | 18   | 14º     |
| 75 | Albert Arenas | Ángel Nieto Team     | KTM RC 250 GP | 17   | 12º     |
| 8  | Nicolò Bulega | SKY Racing Team VR46 | KTM RC 250 GP | 16   | 27º     |